# ديرليس فلورينتين
ديرليس فلورينتين (بالإسبانية: Derlis Florentín)‏ (مواليد 9 يناير 1984)، هو لاعب كرة قدم كان يلعب كمهاجم.

## وصلات خارجية
- ديرليس فلورينتين على موقع رابطة كرة القدم اليابانية للمحترفين (اليابانية)
- ديرليس فلورينتين على موقع قاعدة بيانات كرة القدم.إي يو (الإنجليزية)
- ديرليس فلورينتين على موقع Soccerway.com (الإنجليزية)
- ديرليس فلورينتين على موقع عالم كرة القدم.نت (الإنجليزية)